# 小行星9021
小行星9021（9021 Fagus）是一颗绕太阳运转的小行星，为主小行星带小行星。该小行星于1988年2月14日发现。

## 轨道参数
小行星9021的轨道半长轴为2.5802123 UA，离心率为0.172。